# 虾虎楚克拉虫
虾虎楚克拉虫（学名：Zschokkella rhinogobides）为两极科楚克拉虫属的动物。在中国，分布于湖北、江西等，营寄生生活，寄生在体表、鳞片（吻虾虎）以及肝（棒花鱼）。